# Amintas IV da Macedónia
Amintas IV (ca. 365 a.C. — 336 a.C.) foi o rei titular da Macedónia em 359 a.C., filho do rei Pérdicas III da Macedónia.

## Família
Seu pai, Pérdicas III, era filho de Amintas III e Eurídice.
Amintas III teve duas esposas. Com Eurídice, ele teve três filhos, os reis Alexandre II, Pérdicas III e Filipe II, o Grande, e uma filha, Eurynoe. Com Gygaea, ele teve três filhos, Arquelau, Aridaeous e Menelau.

## Breve reinado
O rei Alexandre II foi morto por uma conspiração de Eurídice, sua mãe; e Pérdicas III foi morto de forma semelhante, deixando um filho menor.
Ele tornou-se rei em 359 a.C.,[carece de fontes?] mas como só era apenas uma criança, o futuro Filipe II da Macedónia, irmão de Pérdicas, converteu-se no seu tutor e regente. Quando a situação se tornou perigosa para a Macedónia, Filipe II foi forçado pelo povo a proclamar-se rei da Macedónia.

## Reinado de Filipe e Alexandre
Amintas casou-se com Cinane, filha de Filipe II da Macedónia e Eurídice, e tiveram uma filha, Eurídice.
Ele foi assassinado por Alexandro Magno, seu primo, imediatamente antes de sua campanha na Ásia.
Após a morte de Alexandre, quando Pérdicas era o regente do império de Alexandre [carece de fontes?] e planejava se casar com Niceia, filha de Antípatro, ou com Cleópatra, filha de Olímpia, Cinane trouxe sua filha Adea, mais tarde chamada Eurídice, para que ela se casasse com Filipe Arrideu, mas Pérdicas e seu irmão Alcetas assassinaram Cinane, poucos dias após o casamento de Pérdicas com Niceia.
Filipe Arrideu e sua esposa Eurídice foram assassinados a mando de Olímpia.